# اچ‌ام‌اس سایرن (۱۷۷۳)
اچ‌ام‌اس سایرن (۱۷۷۳) (به انگلیسی: HMS Siren (1773)) یک کشتی بود که طول آن ۱۲۰ فوت ۱۰ اینچ (۳۶٫۸۳ متر) بود. این کشتی در سال ۱۷۷۳ ساخته شد.